# Mitja Marussig
Mitja Marussig, slovenski novinar in glasbenik, * 1972, Šempeter pri Gorici.
Glasbeno se je pričel udejstvovati konec osemdesetih let kot bobnar in pevec v skupini Schotter, nato kot pevec v skupinah Steklina in Delovna sobota. V prvi polovici devetdesetih let je z Vanjo Aličem soustanovil rock zasedbo Zaklonišče prepeva, kjer je igral bas in pel spremljevalne vokale. Sodeloval je pri prvih ploščah skupine, v videospotih pa igral lik Miće Muriquija. Po snemanju plošče Odoh majko u rokere je zasedbo zapustil, za slabo leto dni se je vanjo vrnil leta 2006. Medtem je nastopal kot basist v skupini Ulična banda. Od poletja leta 2011 je zopet član (basist in spremljevalni vokalist) zasedbe Zaklonišče prepeva.
Od septembra 1998 kot novinar piše za časnik Primorske novice. Bil je eden izmed 571. podpisnikov Peticije zoper cenzuro in politične pritiske na novinarje v Sloveniji.